# Osvaldo Aliatis
Osvaldo Aliatis (Milano, 13 gennaio 1894 – ...) è stato un calciatore italiano, di ruolo centrocampista.

## Carriera
Ha giocato per due stagioni all'Ausonia Pro Gorla. Si è trasferito all'Inter nel 1921. Gioca con l'Inter fino al 1925.

## Statistiche

### Presenze e reti nei club
| Stagione                 | Squadra                  | Campionato               | Campionato | Campionato | Totale   | Totale |
| Stagione                 | Squadra                  | Campionato               | Presenze   | Reti       | Presenze | Reti   |
| ------------------------ | ------------------------ | ------------------------ | ---------- | ---------- | -------- | ------ |
| 1919-1920                | Ausonia Pro Gorla        | PC                       | ?          | ?          | ?        | ?      |
| 1920-1921                | Ausonia Pro Gorla        | PC                       | ?          | ?          | ?        | ?      |
| Totale Ausonia Pro Gorla | Totale Ausonia Pro Gorla | Totale Ausonia Pro Gorla | ?          | ?          | ?        | ?      |
| 1921-1922                | Inter                    | PD                       | 2          | 2          | 2        | 2      |
| 1922-1923                | Inter                    | PD                       | 16         | 3          | 16       | 3      |
| 1923-1924                | Inter                    | PD                       | 16         | 1          | 16       | 1      |
| 1924-1925                | Inter                    | PD                       | 8          | 1          | 8        | 1      |
| Totale Inter             | Totale Inter             | Totale Inter             | 42         | 7          | 42       | 7      |
| Totale carriera          | Totale carriera          | Totale carriera          | 42+        | 7+         | 42+      | 7+     |